# Ujunggebang (Susukan)
Ujunggebang is een bestuurslaag in het regentschap Cirebon van de provincie West-Java, Indonesië. Ujunggebang telt 6242 inwoners (volkstelling 2010).